# Mianmar a 2024. évi nyári olimpiai játékokon
Mianmar a franciaországi Párizsban megrendezett 2024. évi nyári olimpiai játékok egyik részt vevő nemzete volt. Az országot az olimpián 2 sportágban 2 sportoló képviselte, akik érmet nem szereztek.

## Tollaslabda
| Versenyző        | Versenyszám | Csoportkör                                                                          | Csoportkör | Nyolcaddöntő      | Negyeddöntő       | Elődöntő          | Bronz- mérkőzés   | Döntő             | Helyezés |
| Versenyző        | Versenyszám | Ellenfél Eredmény                                                                   | Hely.      | Ellenfél Eredmény | Ellenfél Eredmény | Ellenfél Eredmény | Ellenfél Eredmény | Ellenfél Eredmény | Helyezés |
| ---------------- | ----------- | ----------------------------------------------------------------------------------- | ---------- | ----------------- | ----------------- | ----------------- | ----------------- | ----------------- | -------- |
| Thet Htar Thuzar | Női egyes   | C csoport · Jamagucsi Akane (JPN) · 12–21, 10–21 · Michelle Li (CAN) · 16–21, 23–25 | 3.         | kiesett           | kiesett           | kiesett           | kiesett           | kiesett           | 27.      |

## Úszás
Férfi
| Versenyző      | Versenyszám | Előfutam | Előfutam | Előfutam | Elődöntő | Elődöntő | Elődöntő | Döntő   | Döntő    |
| Versenyző      | Versenyszám | Idő      | Hely.    | Össz.    | Idő      | Hely.    | Össz.    | Idő     | Helyezés |
| -------------- | ----------- | -------- | -------- | -------- | -------- | -------- | -------- | ------- | -------- |
| Phone Pyae Han | 100 m gyors | 55,56    | 2.       | 73.      | kiesett  | kiesett  | kiesett  | kiesett | kiesett  |